# Dorothy Garrod
Dorothy Annie Elizabeth Garrod, (✰ Oxford, 05 de maio de 1892;✝ local desconhecido, 18 de dezembro de 1968) foi uma arquelogista britânica que foi a primeira mulher a obter uma vaga em Oxbridge. Seu pai foi o médico Archibald Garrod.
Garrod Foi agraciada com o título de FBA em 1952. Em 1965, ela recebeu o título de CBE.